# Асадабад (Иран)
Асадабад (перс. اسدآباد) је град у Ирану у западном делу покрајине Хамадан. Према попису из 2006. у граду је живело 51.304 становника.

## Становништво
Према попису, у граду је 2006. живело 51.304 становника у 12.583 породица.